# Šindži Tanaka
Šindži Tanaka (* 25. září 1960) je bývalý japonský fotbalista.

## Klubová kariéra
Hrával za Nissan Motors, Urawa Reds, Kyoto Purple Sanga.

## Reprezentační kariéra
Šindži Tanaka odehrál za japonský národní tým v letech 1980–1985 celkem 17 reprezentačních utkání.

## Statistiky
| Japonsko | Japonsko | Japonsko |
| Roky     | Záp.     | Góly     |
| -------- | -------- | -------- |
| 1980     | 4        | 0        |
| 1981     | 8        | 0        |
| 1982     | 0        | 0        |
| 1983     | 0        | 0        |
| 1984     | 2        | 0        |
| 1985     | 3        | 0        |
| Celkem   | 17       | 0        |